# Endre (Fluss)
Die Endre ist ein Fluss in Frankreich, der im Département Var in der Region Provence-Alpes-Côte d’Azur verläuft. Sie entspringt unter dem Namen Vallon de la Vernède im Gemeindegebiet von Tourrettes, entwässert zunächst Richtung West bis Südwest, dreht dann auf Süd bis Südost und mündet nach 28 Kilometern an der Gemeindegrenze von Le Muy und Roquebrune-sur-Argens als linker Nebenfluss in den Argens.

## Orte am Fluss
- Saint-Paul-en-Forêt
- Le Muy

## Sehenswürdigkeiten
- Der Golfplatz Saint-Endréol im Gemeindegebiet von La Motte, durch den die Endre fließt, ist ein beliebtes Ziel des Sporttourismus.